# Marco Spiegl
Marco Spiegl (* 16. Mai 1998 in Hall in Tirol) ist ein Schlagersänger aus dem österreichischen Oberperfuss in Tirol. Spiegl tritt als Schlagersänger und als Akkordeonist und Gitarrist auf.

## Laufbahn
Spiegl erlernte im Kindesalter das Spielen auf der Steirischen Harmonika und besuchte später die Landesmusikschule Wipptal.
Nach einer abgeschlossenen Ausbildung als Elektroinstallationstechniker begann Spiegl seine musikalische Laufbahn. 2014 produzierte er seine erste Single und schaffte es mit dieser in die Nachwuchshitparade der ARD-Sendung Immer wieder sonntags. Ein Jahr darauf erschien sein erstes Studioalbum Sag einfach Ja. 2017 erschien Spiegls zweites Album Da is a Gfühl in mir. Mit seinem Titel Lena Marie war er 2018 in der ORF-Sendung Die Brieflosshow mit Peter Rapp zu Gast.
Spiegl spielte unter anderem auch als Vorgruppe für die deutsche Schlagersängerin Andrea Berg.
Österreichweit bekannt wurde Spiegl im Jahr 2022, als er in der ORF-Sendung Starmania als Schlagersänger antrat und es in die vierte Finalshow schaffte. Spiegl stand unter anderem in diversen Österreichischen TV Shows auf der Bühne. 

## Diskografie
| Studioalben             | Jahr |
| ----------------------- | ---- |
| Sag einfach Ja          | 2015 |
| Da is a Gfühl in mir    | 2017 |
| 10 Jahre Jubiläumsalbum | 2024 |

| Singles                         | Jahr |
| ------------------------------- | ---- |
| Sommerwind                      | 2014 |
| Der Sommer ist da               | 2016 |
| Dann fällt Schnee in den Bergen | 2017 |
| Eine ganz andere Geschichte     | 2019 |
| Ich werd nie Präsident          | 2019 |
| Offen und ehrlich               | 2020 |
| Mit Alice im Kornfeld           | 2022 |
| Wie Tag und Nacht               | 2022 |
| Der schönste Zufall             | 2023 |